# A. Scott Sloan

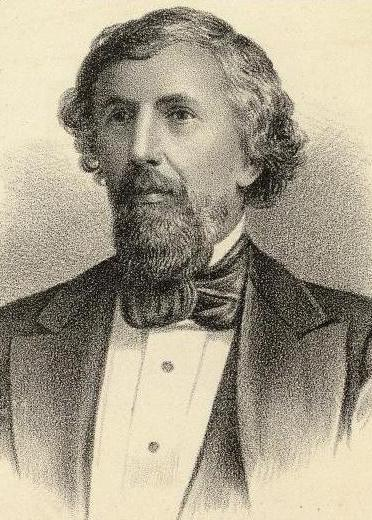
A. Scott Sloan

Andrew Scott Sloan (* 12. Juni 1820 in Morrisville, Madison County, New York; † 8. April 1895 in Beaver Dam, Wisconsin) war ein US-amerikanischer Politiker. Zwischen 1861 und 1863 vertrat er den Bundesstaat Wisconsin im US-Repräsentantenhaus.

## Werdegang
Scott Sloan war der ältere Bruder von Ithamar Sloan (1822–1898), der zwischen 1863 und 1867 ebenfalls den Staat Wisconsin im Kongress vertrat. Er besuchte die öffentlichen Schulen seiner Heimat und die Morrisville Academy. Nach einem anschließenden Jurastudium und seiner im Jahr 1842 erfolgten Zulassung als Rechtsanwalt begann er in Morrisville in seinem neuen Beruf zu arbeiten. Von 1847 bis 1849 war er Gerichtsdiener (Clerk) am Bezirksgericht im Madison County. Im Jahr 1854 zog Sloan nach Beaver Dam im Staat Wisconsin, wo er ebenfalls als Anwalt arbeitete. Politisch wurde er Mitglied der 1854 gegründeten Republikanischen Partei. Im Jahr 1857 wurde er in die Wisconsin State Assembly gewählt. In den Jahren 1857 und 1858 war er Bürgermeister der Stadt Beaver Dam. Dieses Amt sollte er im Jahr 1879 noch einmal bekleiden. Ab 1858 fungierte Sloan als Richter im dritten Gerichtsbezirk von Wisconsin.
Bei den Kongresswahlen des Jahres 1860 wurde er im dritten Wahlbezirk von Wisconsin in das US-Repräsentantenhaus in Washington, D.C. gewählt, wo er am 4. März 1861 die Nachfolge von Charles H. Larrabee antrat. Da er für die Wahlen des Jahres 1862 auf eine weitere Kandidatur verzichtete, konnte er bis zum 3. März 1863 nur eine Legislaturperiode im Kongress absolvieren. Diese war von den Ereignissen des Bürgerkrieges bestimmt. Nach seinem Ausscheiden aus dem US-Repräsentantenhaus arbeitete Sloan wieder als Anwalt. Im Jahr 1864 bewarb er sich erfolglos um die Rückkehr in den Kongress. Zwischen 1864 und 1866 war er beim Bundesbezirksgericht für Wisconsin angestellt und von 1868 bis 1874 war er Bezirksrichter im Dodge County. Zwischen 1874 und 1878 amtierte er als Attorney General von Wisconsin. Ab 1882 war er Richter im 13. Gerichtsbezirk seines Staates. Dieses Amt bekleidete er bis zu seinem Tod am 8. April 1895 in Beaver Dam.